# Гафуржанов Ергаш Гафурович
Ергаш Гафурович Гафуржанов (28 листопада 1939, тепер Узбекистан — 8 квітня 2008, Узбекистан) — радянський узбецький діяч, 1-й секретар ЦК ЛКСМ Узбекистану. Депутат Верховної ради Узбецької РСР 8—9-го і 11-го скликань. Депутат Верховної ради СРСР 10-го скликання.

## Життєпис
У 1959—1962 роках — помічник капітана теплохода; диспетчер руху Термезького річкового порту Узбецької РСР.
Член КПРС з 1962 року.
З 1962 року — заступник завідувача відділу комсомольських організацій Сурхандар'їнського обласного комітету ЛКСМ Узбекистану; 1-й секретар Термезького міського комітету ЛКСМ Узбекистану; 1-й секретар Сурхандар'їнського обласного комітету ЛКСМ Узбекистану.
Закінчив Вищу партійну школу при ЦК КПРС.
У 1970—1971 роках — працівник апарату ЦК ВЛКСМ у Москві.
У березні 1971 — березні 1982 року — 1-й секретар ЦК ЛКСМ Узбекистану.
З 1982 року — 1-й секретар Самаркандського міського комітету КП Узбекистану.
Подальша доля невідома. Помер 8 квітня 2008 року.

## Нагороди
- орден Жовтневої Революції
- два ордени Трудового Червоного Прапора
- орден «Знак Пошани»
- медалі